# Afonso da Costa Rangel

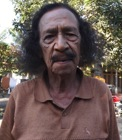
Afonso da Costa Rangel

Afonso da Costa Rangel (* 30. April 1935 in Bibileo, Viqueque, Portugiesisch-Timor; † 28. Februar 2020 in Dili, Osttimor), Kampfname Tatamou, war ein osttimoresischer Freiheitskämpfer.

## Werdegang
Im Widerstandskampf gegen die indonesischen Invasoren war er stellvertretender Kommissar und in der Zeit der Widerstandsbasen für den Abwehrkampf in Viqueque zuständig. Nachdem das Gebiet 1979 besetzt war, organisierte Rangel den weiteren Widerstand der Milícia Popular de Libertaçao Nacional (MIPLIN). Nachdem er von den Indonesiern gefangen genommen worden war, kam Rangel von 1982 bis 1985 ins Exil auf der Insel Atauro. Im Gefängnis Comarca wurde er vom indonesischen Militär gefoltert. Unter Führung von David Alex vereinigte Rangel ehemalige politische Gefangene, um den Widerstand in Dili weiterzuführen. Die Gruppe Orgão 8 versorgte die Widerstandskämpfer mit Lebensmittel und sorgte 1987 für Kontakte nach Übersee. Vom 16. Juli bis zum 12. November 1991 versteckte er Xanana Gusmão, den Kommandeur der FALINTIL, vor den Besatzern in einem Erdloch in Dilis Stadtteil Fatumeta.
Am 28. November 2016 wurde Rangel mit der Medal des Ordem de Timor-Leste ausgezeichnet.